# Gwiaździsta eskadra
Gwiaździsta eskadra – polski niemy film batalistyczny w reżyserii Leonarda Buczkowskiego. Film prawdopodobnie nie zachował się do naszych czasów. Była to najdroższa polska superprodukcja filmowa z dwudziestolecia międzywojennego, a także pierwszy polski film o tematyce lotniczej.

## Fabuła
Film opowiada o grupie amerykańskich pilotów, którzy walczyli w szeregach armii polskiej w latach 1918-1920, podczas wojny polsko-bolszewickiej w Eskadrze Kościuszkowskiej. W filmie pojawia się wątek miłosny o uczuciu amerykańskiego pilota do polskiej dziewczyny, inspirowany prawdziwymi losami znanego amerykańskiego reżysera, ochotniczo walczącego w polskich barwach – Meriana C. Coopera.

## Produkcja i premiera
Film został nakręcony we współpracy z lotnictwem wojskowym. Sceny batalistyczne naziemne kręcono na poligonie pod Biedruskiem. Do nakręcenia zdjęć powietrznych na płycie lotniska na Ławicy koło Poznania zgromadzono ponad 200 samolotów. Pierwszy raz w polskiej kinematografii nakręcono sceny batalistyczne w powietrzu, dzięki zamontowanym na samolotach kamerom, które obsługiwali między innymi Antoni Wawrzyniak i Mieczysław Bilażewski. Film niemy w Polsce miał premierę 10 kwietnia 1930, natomiast światową – w wersji udźwiękowionej – w roku 1933. Nad Wisłą film był szeroko dystrybuowany. Wszystkie jego kopie zostały wywiezione lub zniszczone przez Rosjan po 1945 roku.

### Katastrofa podczas zdjęć
12 listopada 1929 roku, w czasie jednej z walk powietrznych stoczonych dla potrzeb filmu przez lotników 3 Pułku Lotniczego doszło do katastrofy. Nad lotniskiem Ławica, na wysokości około 800 metrów nad ziemią, por. pil. Eugeniusz Wyrwicki lecący samolotem Blériot-SPAD S.61C1 uderzył podwoziem w prawe górne skrzydło samolotu Potez XV pilotowanego przez por. pil. Jana Bilskiego. W wyniku kolizji skrzydło Poteza oderwało się od kadłuba, a samolot porucznika Bilskiego wpadł w korkociąg i runął na ziemię. Pilot oraz obserwator, ppor. Feliks Szczęsny Lipiński, ponieśli śmierć. Obaj lotnicy nie posiadali spadochronów. Porucznik Wyrwicki lądował przymusowo w Krzyżownikach. W trakcie lądowania samolot został rozbity. Pilot wyszedł z kraksy bez szwanku.

## Obsada
- Barbara Orwid – Lili
- Jana Krysta – Zofia
- Jerzy Kobusz – Bond

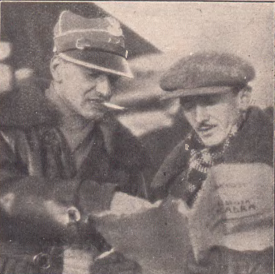
Janusz Meissner i Leonard Buczkowski na planie filmu

- mjr dypl. pil. Franciszek Haberek ps. „Janusz Halny” – Woyda
- Stefan Szwarc
- Andrzej Karewicz
- Barbara Ludwiżanka
- Zygmunt Biesiadecki
- Józef Mańczak[5]